# Casa de la Cueva

La casa de la Cueva es un linaje nobiliario español originario de la corona de Castilla, especialmente radicado en sus orígenes en el reino de Jaén, donde sus miembros fueron señores de Huelma, Solera y otros lugares. Posteriormente, con el encumbramiento de Beltrán de la Cueva, privado del rey Enrique IV de Castilla, pasaron a ser condes de Ledesma, y de Huelma, así como duques de Alburquerque y marqueses de Santa Lucía de Conchán.

## Escudo de Armas
Escudo mantelado: 

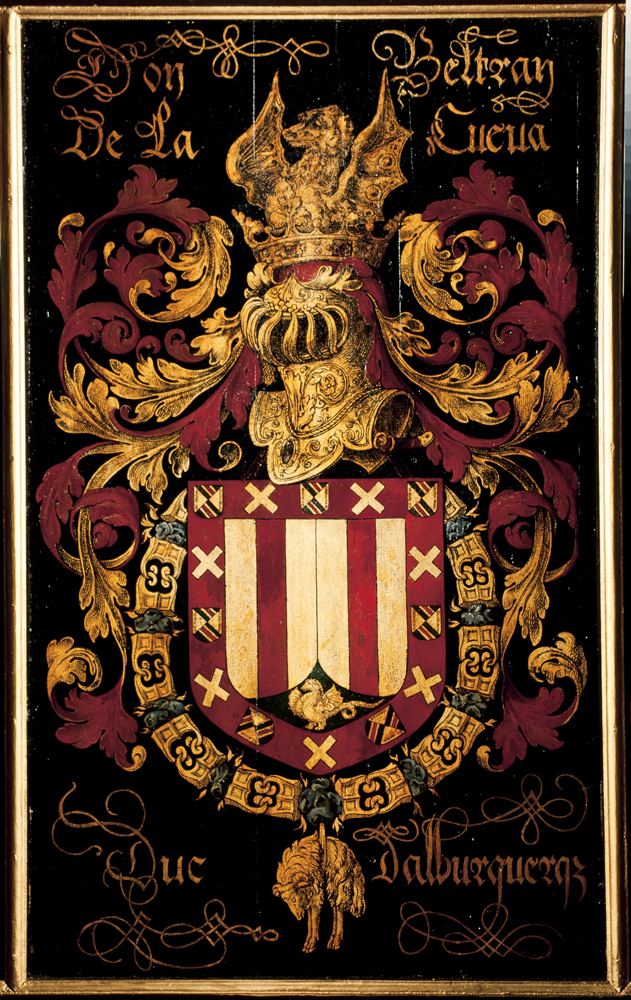
Las "armas de los de la Cueva" figuran entre las de los caballeros del Toisón de Oro que asistieron en 1559 al capítulo de esta insigne Orden en la Catedral de San Bavón de Gante.

- Primer y segundo cuartel: en campo de oro, un palo de gules
- Y el mantel de plata, con un dragón de sinople naciente con llamas de su color.
- Bordura de gules, cargada con ocho aspas de oro.

## Títulos nobiliarios concedidos a la Casa de la Cueva
- Condado de Ledesma, creado a favor de Beltrán de la Cueva, el 23 de abril de 1462 por el rey Enrique IV;
- Vizcondado de Huelma, creado a favor de Diego Fernández de la Cueva, en 1463 por el rey Enrique IV;
- Ducado de Alburquerque, creado a favor de Beltrán de la Cueva, I conde de Ledesma, el 26 de noviembre de 1464 por el rey Enrique IV;
- Condado de Huelma, creado a favor de Beltrán de la Cueva, I duque de Alburquerque, el 20 de agosto de 1474 por el rey Enrique IV;
- Marquesado de Cuéllar, creado a favor de Francisco Fernández de la Cueva y Girón, en 1530 por el rey Carlos I;
- Marquesado de la Adrada, creado a favor de Antonio de la Cueva y Portocarrero, el 15 de octubre de 1570 por el rey Felipe II;
- Marquesado de Bedmar, creado a favor de Alonso II de la Cueva y Benavides, el 15 de junio de 1614 por Felipe III;
- Marquesado de Santa Lucía de Conchán, creado a favor de Francisco de la Cueva y Guzmán, el 12 de junio de 1683 por Carlos II;
- Condado de Guadiana, creado a favor de Lope Antonio de la Cueva y Chirinov, e 12 de junio de 1711rey Felipe V.

## Los de la Cueva miembros de la Orden del Toisón de Oro
Varios miembros fueron investidos como caballeros de la Orden del Toisón de Oro:
- Beltrán II de la Cueva y Toledo, III duque de Albuquerque, en 1531;
- Francisco Fernández de la Cueva, X duque de Alburquerque, en 1707;
- Francisco Fernández de la Cueva y de la Cerda, XI duque de Alburquerque, en 1745;
- José de la Cueva y Velasco, XIII duque de Alburquerque, en 1789